# Sulcorebutia tarabucoensis
Sulcorebutia tarabucoensis là một loài thực vật có hoa trong họ Cactaceae. Loài này được Rausch miêu tả khoa học đầu tiên năm 1964.